# 文治街道
文治街道是中华人民共和国四川省巴中市恩阳区下辖的一个街道办事处。

## 行政区划
文治街道下辖以下村级行政区划单位：
回龙社区、老场社区、文治寨社区、马鞍村、柏林垭村、青堡村、红梅村、元窝村、小观村、义阳村和飞凤村。